# Organ
För andra betydelser, se Organ (olika betydelser).
|  | Wiktionary har en ordboksartikel om organ. |

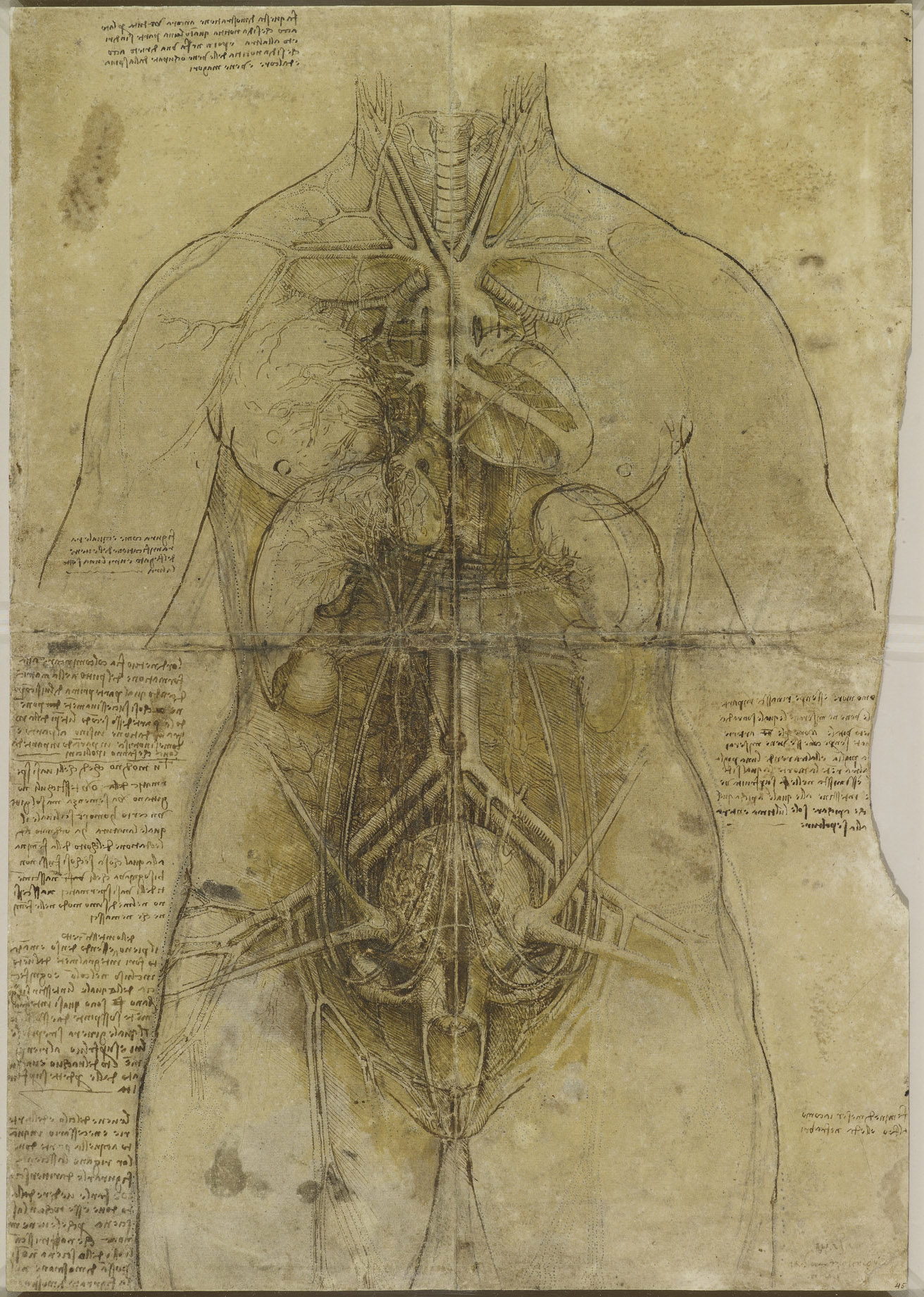
Inre organ av en kvinnlig människa, teckning av Leonardo da Vinci, omkring 1507.

Organ är en yttre eller inre kroppsdel med specifik funktion och form, till exempel hjärta och lunga. Ett organ består av vävnader, som i sin tur är bildade av olika sorters celler. Cellernas egna små strukturer - som kan liknas vid dess inre organ - kallas organeller.

## Organsystem
När organen betraktas från den systematiska anatomins synvinkel, kan de delas in i olika organsystem som sköter om olika funktioner i kroppen. Hos människan och andra däggdjur, och med smärre variationer även andra ryggradsdjur, utgörs kroppen av följande organsystem:
- cirkulationssystemet. Viktiga organ: hjärta och blodådror
- gastro-intestinala systemet. Bearbetning av mat. Mun, mage och tarmar
- endokrina systemet - ett kommunikationssystem som använder sig av hormoner
- immunförsvaret - försvarar kroppen mot sjukdomar
- integumentsystemet - hud, hår och naglar
- lymfatiska systemet - transport av vätska från kroppens vävnader tillbaka till blodomloppet
- muskelapparaten / muskelsystemet - ger, tillsammans med skelettet, kroppen rörelseförmåga
- nervsystemet - inhämtar information (via nervceller), vidarebefordrar nervimpulser (via nervceller) och behandlar information med hjälp av hjärna och nerver
- reproduktionsapparaten / fortplantningssystemet - könsorganen
- respirationssystemet med lungorna och luftvägar som viktigaste organ
- skelettet. Struktur, skydd, och ger tillsammans med musklerna rörelseförmåga
- utsöndringen inklusive urinvägarna, som producerar och för bort urin från kroppen

### Indelning enligt MeSH
MeSH omfattar följande organsystem:
- A02 Muskuloskeletala systemet
  - Muskler Senor Bindvävshinna
  - Skelett Ligament Brosk
- A03 Matsmältningssystemet
  - Mag- och tarmkanalen
  - Svalg
  - Mun
- A04 Respirationssystemet
- A05 Urogenitala systemet
  - Urinvägar
  - Könsorgan
- A06 Endokrina systemet
- A07 Hjärt- och kärlsystemet
- A08 Nervsystemet
- A14 Tuggsystemet
- A15 Blod- och immunsystemet
  - Hematopoetiska systemet
  - Immunsystemet (immunförsvaret)
    - Lymfatiska systemet
- A17 Integumentsystemet (kroppshöljet)